# Androni Giocattoli/2012
Deze pagina geeft een overzicht van de Androni Giocattoli-Venezuela-wielerploeg in 2012.

## Algemeen
Algemeen manager: Gianni Savio
Teammanager: Giovanni Ellena, Gianni Savio
Ploegleiders: Roberto Miodini, Leonardo Canciani
Fietsmerk: Bianchi

## Renners
| Naam                 | Geboortedatum | Nationaliteit | Ploeg 2011                 |
| -------------------- | ------------- | ------------- | -------------------------- |
| Omar Bertazzo        | 07-01-1989    | Italië        |                            |
| Riccardo Chiarini    | 20-02-1984    | Italië        |                            |
| Alessandro De Marchi | 19-05-1986    | Italië        |                            |
| Giairo Ermeti        | 07-04-1981    | Italië        |                            |
| Fabio Felline        | 29-03-1990    | Italië        | Geox-TMC                   |
| Roberto Ferrari      | 09-03-1983    | Italië        |                            |
| Tomás Gil            | 23-05-1977    | Venezuela     | Neo                        |
| Salvatore Mancuso    | 05-02-1986    | Italië        | Geen ploeg                 |
| Jonathan Monsalve    | 28-06-1989    | Venezuela     |                            |
| Francisco Moreno     | 10-04-1989    | Spanje        | Neo                        |
| Franco Pellizotti*   | 15-01-1978    | Italië        | Geschorst                  |
| Carlos Ochoa         | 14-12-1980    | Venezuela     |                            |
| Antonino Parrinello  | 02-10-1988    | Italië        | Neo                        |
| Jackson Rodríguez    | 25-02-1985    | Venezuela     |                            |
| Miguel Ángel Rubiano | 03-10-1984    | Colombia      | D'Angelo & Antenucci-Nippo |
| José Rujano          | 18-02-1982    | Venezuela     |                            |
| Antonio Santoro      | 13-09-1989    | Italië        |                            |
| Emanuele Sella       | 09-01-1981    | Italië        |                            |
| José Serpa           | 17-08-1979    | Colombia      |                            |
| Miguel Ubeto         | 02-09-1976    | Venezuela     | Neo                        |

*Per 16-05, keert terug na dopingschorsing

## Belangrijke overwinningen
| Ronde van Langkawi 5e etappe: José Serpa 6e etappe: José Serpa Eindklassement: José Serpa Ronde van Taiwan 5e etappe: Roberto Ferrari Route Adélie de Vitré Winnaar: Roberto Ferrari Flèche d'Émeraude Winnaar: Roberto Ferrari Ronde van de Apennijnen Winnaar: Fabio Felline Ronde van Italië 6e etappe: Miguel Ángel Rubiano 11e etappe: Roberto Ferrari NK wielrennen Italië - wegwedstrijd: Franco Pellizotti Venezuela - individuele tijdrit: Tomás Gil Venezuela - wegwedstrijd: Miguel Ubeto | Ronde van Venezuela 5e etappe: Jackson Rodríguez Eindklassement: Miguel Ubeto Coppa Agostoni Winnaar: Emanuele Sella Memorial Marco Pantani Winnaar: Fabio Felline GP Industria & Commercio di Prato Winnaar: Emanuele Sella |

1996 · 1997 · 1998 · 1999 · 2000 · 2001 · 2002 · 2003 · 2004 · 2005 · 2006 · 2007 · 2008 · 2009 · 2010 · 2011 · 2012 · 2013 · 2014 · 2015 · 2016 · 2017 · 2018 · 2019 · 2020 · 2021 · 2022